# Radoboj
Radoboj est un village et une municipalité située dans le comitat de Krapina-Zagorje, en Croatie. Au recensement de 2001, la municipalité comptait 3 513 habitants, dont 99,29 % de Croates et le village seul comptait 1 295 habitants.

## Géographie
La municipalité est située au nord-ouest de Zlatar et à l'est de Krapina, accessibles par des chemins de randonnée.

## Histoire
La zone est occupée dès Halstatt, ainsi que le montrent les restes du fortin découvert en 2012.

## Localités
La municipalité de Radoboj compte 9 localités :
- Bregi Radobojski
- Gorjani Sutinski
- Gornja Šemnica
- Jazvine
- Kraljevec Radobojski
- Kraljevec Šemnički
- Radoboj
- Orehovec Radobojski
- Strahinje Radobojsko